# Флаг Татищевского района
Флаг Тати́щевского муниципального района Саратовской области Российской Федерации.
Флаг утверждён 6 сентября 2006 года и внесён в Государственный геральдический регистр Российской Федерации с присвоением регистрационного номера 2826.
Флаг является официальным символом Татищевского муниципального района.

## Описание
Флаг представляет собой прямоугольное полотнище лазурного (голубого) цвета, в центре которого на серебряном станционном колоколе изображена райская птица Гамаюн (как элемент герба Татищевского муниципального района), олицетворяющая мир, богатство, счастье, к которому всегда стремились люди. Габаритная ширина элемента герба на флаге должна составлять 1/4 часть длины и 1/2 часть ширины полотнища флага. Отношение ширины флага к его длине — 2:3.

## Обоснование символики

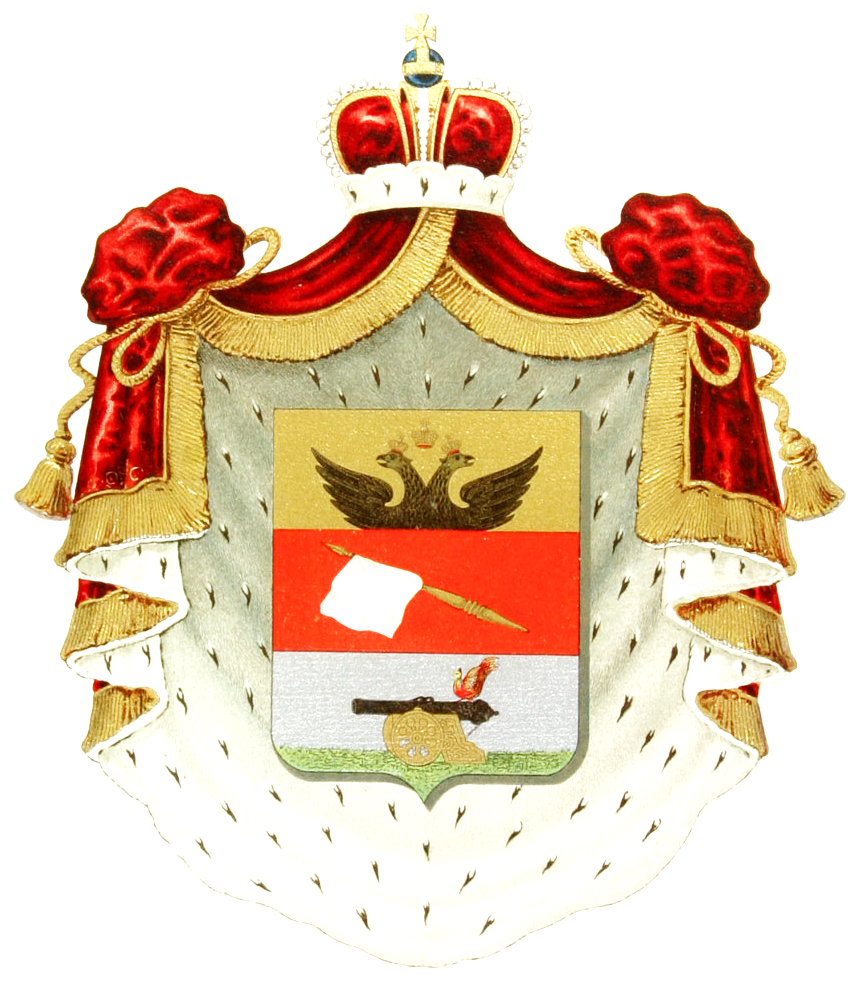
Герб рода Татищевых

Флаг составлен на основании герба Татищевского муниципального района по правилам и соответствующим традициям геральдики и отражает исторические, культурные, социально-экономические, национальные и иные местные традиции.
Райская птица Гамаюн на серебряном станционном колоколе олицетворяет мир, богатство, счастье, к которому всегда стремились люди. Осваивали эту землю переселенцы из Смоленской губернии, имеющей изображение райской птицы Гамаюн на своём гербе. Присутствовала она и на гербе рода Татищевых, в честь одного из которых, Василия Никитича Татищева, и была названа станция, ставшая впоследствии районным центром.